# Nomvula Mokonyane
Nomvula Paula Mokonyane, née le 28 juin 1963 à Kagiso (en) en Afrique du Sud, est une femme politique sud-africaine et actuelle sous-secrétaire générale  du congrès national africain, un des plus grands parti politique de son pays.

## Biographie

### Jeunesse et débuts en tant qu’activiste
Nomvula Mokonyane naît le 28 juin 1963 à Kagiso (en), un quartier de Krugersdorp, situé dans la région du West Rand (en) du Transvaal. Elle est la benjamine d’une fratrie de douze enfants, avec six sœurs et cinq frères aînés. Elle obtient son diplôme de fin d’études secondaires à la Mosupatsela Secondary School.
Par la suite, elle suit des formations dans l’enseignement supérieur, notamment en Suède et aux États-Unis. Selon ses propres déclarations, elle s’engage dans la lutte contre l’apartheid à la fin des années 1970, alors qu’elle a quinze ans. Elle milite d’abord au sein des Young Christian Students, puis devient l’un des membres fondateurs du Congrès des Étudiants d'Afrique du Sud (en) en 1979. Au cours des années 1980, elle adhère au Front démocratique uni ; elle est organisatrice pour la fédération des femmes sud-africaines (FEDTRAW), déléguée syndicale au sein du South African Commercial, Catering and Allied Workers Union (en), et figure de proue du mouvement civique local à travers la Kagiso Residents' Organisation. La journaliste Ferial Haffajee saluera plus tard son « long parcours de militante dans le West Rand ».
Mokonyane est arrêtée pour ses activités militantes lors de l’état d'urgence de 1985, peu après son mariage et alors qu’elle est enceinte de son premier enfant,. Elle accouche alors qu’elle est toujours détenue en vertu de l’Internal Security Act (en). En 1997, elle témoigne de son expérience de la détention en représentant la FEDTRAW lors d’une audition consacrée aux femmes devant la commission de la vérité et de la réconciliation.

### 1996-2014: fonctions politiques régionales

#### 1996-2009:  membre du conseil exécutif du Gauteng
Lors des premières élections sud-africaines post-apartheid en 1994, Mokonyane est élue députée de la Législature provinciale du Gauteng (en). En 1996, elle est nommée membre du Conseil exécutif du Gauteng (en) au sein de son gouvernement provincial, avec pour spécialité l’agriculture et la conservation de l’environnement. À ce poste, elle porte un projet couronné de succès visant à faire classer le site de Sterkfontein au Patrimoine mondial de l’UNESCO. Au fil des remaniements, elle devient membre du Conseil à la Sécurité et à la Liaison de 1999 à 2004, puis au Logement de 2004 à 2009. Dans ces deux rôles, elle succède à Paul Mashatile.
Parallèlement à ses fonctions gouvernementales, Mokonyane assume plusieurs responsabilités au sein de son parti. Dès 1997, elle préside la branche régionale de l’ANC dans le West Rand, et en 2007, elle siège au Comité exécutif provincial (en) dans le Gauteng. Elle est également membre de la direction nationale de la Ligue des femmes de l'ANC. En février 1995, elle figure parmi les onze membres conduit par Adélaïde Tambo qui quittent une réunion en signe de protestation contre la direction de Winnie Mandela,,. Mokonyane est aussi membre active du Parti communiste sud-africain (SACP), parti proche de l’ANC. Elle occupe la fonction de trésorière provinciale du SACP dans le Gauteng à partir de 1997 et siège pendant deux mandats consécutifs au Comité central du parti (en) de 1998 à 2007.
En octobre 2007, Mokonyane se porte candidate à la présidence provinciale de l’ANC dans le Gauteng, dans le but de succéder à Mbhazima Shilowa (en). Sa candidature échoue, mais elle est élue vice-présidente et seconde ainsi Paul Mashatile. En décembre de la même année, lors de la conférence nationale de l’ANC à Polokwane, elle obtient pour la première fois un siège au Comité exécutif national du parti, où elle se classe 37ᵉ sur les 80 membres élus.

#### 2009-2014: première ministre du Gauteng
Mokonyane est Première ministre du Gauteng de mai 2009 à mai 2014. Première femme à l’occuper, elle est élue sans opposition à l’issue des élections générales de 2009, au cours desquelles elle conserve son siège à la législature provinciale. Elle est proposée pour la primature par Paul Mashatile, mais son élection obéit vraisemblablement à une consigne l’ANC émise par le Comité exécutif national du parti. Dans les mois qui suivent son élection, Mokonyane engage une réforme controversée de l’organisation du gouvernement provincial du Gauteng. Le journal The Sowetan rapporte que l’ANC du Gauteng se fissure en factions rivales, alignées respectivement derrière Mokonyane, Mashatile et Angie Motshekga. En particulier, la section provinciale de la Ligue de la jeunesse de l’ANC qui proteste contre la nomination de Mokonyane et réclame à la place la réélection de Mashatile.
En amont des élections suivantes pour la direction provinciale de l’ANC, Mokonyane est donnée comme favorite pour succéder à Paul Mashatile à la présidence provinciale du parti. Toutefois, lors de la conférence de mai 2010, Mashatile l’emporte largement, recueillant 531 voix contre 356 pour Mokonyane. Elle est remplacée à la vice-présidence provinciale par Gwen Ramokgopa. Malgré ces tensions à l’échelle provinciale, Mokonyane est réélue en décembre 2012 au Comité exécutif national de l’ANC lors de la 53ᵉ conférence nationale du parti, pour un nouveau mandat de cinq ans. Elle se classe alors 25ᵉ sur les 80 membres élus, en nombre de voix obtenues. Selon The Africa Report, elle joue un rôle clef au cours de cette conférence : avec Ace Magashule et David Mabuza, elle persuade Cyril Ramaphosa de se présenter comme colistier de Jacob Zuma, apportant ainsi une forme de « crédibilité » à la campagne de Zuma pour sa réélection à la présidence de l’ANC.
En octobre 2013, Mokonyane est vivement critiquée pour des propos tenus lors d’une visite à Bekkersdal (en), en pleine vague de protestations violentes liées à l’insuffisance des services publics. Selon News24, elle aurait déclaré à propos des manifestants : « les gens peuvent nous menacer et dire qu’ils ne voteront pas, mais l’ANC n’a pas besoin de leur vote ». Elle tente par la suite de présenter des excuses, mais est huée bruyamment. Dans les jours suivants, elle annonce la création d’une cellule de crise gouvernementale à plusieurs niveaux, chargée d’enquêter sur les allégations de corruption et d’améliorer l’administration locale à Bekkersdal.
En 2013, elle fait part de son intention de se représenter pour un second mandat au poste de Première ministre du Gauteng. Toutefois, le Comité exécutif de l’ANC l’écarte  des principales options envisagées pour la fonction. Lors des élections générales de 2014, elle est classée en onzième position sur la liste provinciale de l’ANC, ce qui lui permet d’être réélue à la législature provinciale. Elle n’est cependant pas reconduite à la tête du gouvernement provincial : c’est David Makhura (en) qui lui succède au poste de premier ministre.

### 2014-2018: ministre de l’eau et de l’assainissement
Le 26 mai 2014, à la suite des élections générales, le président Jacob Zuma nomme Mokonyane au sein de son second cabinet comme ministre de l’Eau et de l’Assainissement, un ministère nouvellement créé. En raison de cette nomination, elle ne prête pas serment à la législature provinciale du Gauteng, malgré son élection. Elle n’est pas non plus élue au Parlement national, mais figure parmi les deux ministres que le président peut nommer en dehors des rangs parlementaires, conformément à la Constitution. Elle reste en poste jusqu’au 26 février 2018.
Le journal City Press décrit plus tard son passage au ministère comme marqué par une « baisse spectaculaire des investissements dans les projets d’infrastructure, une déstabilisation systématique des agences de l’eau, et le départ de cadres dirigeants essentiels ». Parmi ses décisions controversées figure celle de reporter la Phase II du projet Lesotho Highlands Water, d’un montant de 4 milliards de rands. Mokonyane justifie ce report par la nécessité d’aligner le projet sur les objectifs de transformation économique. Toutefois, des hauts fonctionnaires dénoncent une tentative de favoriser LTE Consulting, un donateur de l’ANC, dans l’attribution des contrats publics liés. En 2016, plusieurs contrats conclus entre ce cabinet de conseil et le ministère font l’objet d’une enquête du Special Investigating Unit (en) (SIU). La même année, le Trésor public s’inquiète de la décision de Mokonyane de fusionner deux agences régionales de l’eau au KwaZulu-Natal — Umgeni (en) et Mhlatuze — en une seule entité, placée sous la supervision de Dudu Myeni (en), proche de Zuma et figure controversée.
En février 2017, City Press révèle que le ministère de l’Eau et de l’Assainissement est en situation de quasi-faillite. Des responsables du ministère et du Trésor militent pour une mise sous tutelle de l’administration. Le jour même où Mokonyane quitte ses fonctions, en février 2018, la Commission permanente des comptes publics (Scopa) et la Commission parlementaire sur l’eau et l’assainissement annoncent l’ouverture d’une enquête parlementaire sur des accusations de mauvaise gestion et de corruption. Le président de la Scopa, Themba Godi (en), affirme alors que le ministère « ne fonctionne plus comme une administration normale » et qu’il a été « littéralement détruit ». Malgré ces nombreuses polémiques, Mokonyane conserve une influence significative au sein de l’ANC. En décembre 2017, elle est réélue pour un troisième mandat de cinq ans au Comité exécutif national du parti, se classant 32ᵉ sur les 80 candidats élus. Avant cette conférence décisive, elle ne soutient pas la candidature de Cyril Ramaphosa pour la présidence de l’ANC, préférant celle de Nkosazana Dlamini-Zuma, qui échoue. Un temps, Mokonyane est même pressentie comme candidate au poste de trésorière générale sur la liste de Dlamini-Zuma,.

### 2018-2019: ministre de la communication et des affaires environnementales
Le 27 février 2018, elle est nommée ministre de la communication et des technologies digitales. En novembre 2018, après un nouveau remaniement ministériel, elle devient ministre des affaires environnementales. Mokonyane demeure au ministère jusqu’en mai 2019, date à laquelle la président change son gouvernement à la suite des élections générales, mais ne la reconduit pas à son poste. Elle est tout de même élue au Parlement sud-africain en figurant en dixième position sur la liste de l'ANC lors des élections générales. Alors qu'elle est pressentie comme présidente de l'Assemblée, elle décide de se retirer à cause de « raisons familiales ».

### 2019-2022: responsable de l'organisation de l'ANC
En mai 2019, après que Mokonyane ait refusé de prêter serment comme députée, l'ANC annonce qu’elle l'affecte au siège du parti à la Luthuli House (en), à Johannesbourg. Elle est nommée comme responsable nationale de l'organisation au sein de l’ANC, poste avec lequel elle participe à la mise en place d’un nouveau système numérique pour l’enregistrement des adhésions au parti. Parallèlement, elle termine son mandat au sein du Comité exécutif national de l’ANC, bien qu’en 2022 elle soit évincée de son influente fonction de présidente du Comité national d’appel disciplinaire interne du parti ; elle est remplacée par Johnny de Lange (en). Mokonyane occupe le poste de responsable de l’organisation jusqu’à la 55e Conférence nationale de l'ANC (en) en décembre 2022, au cours de laquelle elle est élue vice-secrétaire générale du parti. Elle émerge comme favorite dès la phase de nominations, soutenue par les sections locales de sa province d’origine, le Gauteng, ainsi que de quatre autres provinces (KwaZulu-Natal, État libre, Limpopo et Nord-Ouest). Sa candidature reçoit l’appui de la Ligue des jeunes et de la Ligue des femmes de l’ANC. Lors de la conférence, elle l’emporte de justesse face à Tina Joemat-Pettersson, candidate soutenue par les alliés de Ramaphosa. Mokonyane obtient 2 195 voix contre 2 145 pour Joemat-Pettersson. En tant que vice-secrétaire générale, elle travaille aux côtés de Maropene Ramokgopa (en), et sous l’autorité du secrétaire général Fikile Mbalula. 

### Vie personnelle
Nomvula Mokonyane est de confession catholique. Elle a été mariée à Serge Mokonyane, qu’elle rencontre en 1984 lors d’un rassemblement commémoratif du 16 juin. À l’époque, il est militant du Front démocratique uni et organisateur syndical à Munsieville, près de Krugersdorp. Peu après leur mariage, en 1985, ils sont arrêtés ensemble en raison de leurs activités militantes. Après la fin de l’apartheid, Serge Mokonyane devient homme d’affaires, jusqu’à son décès en avril 2019. Le couple a eu trois enfants et plusieurs petits-enfants. Un de leur fils, Retlabusa Mokonyane, meurt en novembre 2010 à l’âge de 23 ans. La ministre Lindiwe Sisulu déclare de manière controversée, dans une interview au Mail & Guardian, que le jeune homme se serait suicidé après avoir été « harcelé » par les médias.